# Tankmonument (Balgerhoeke)

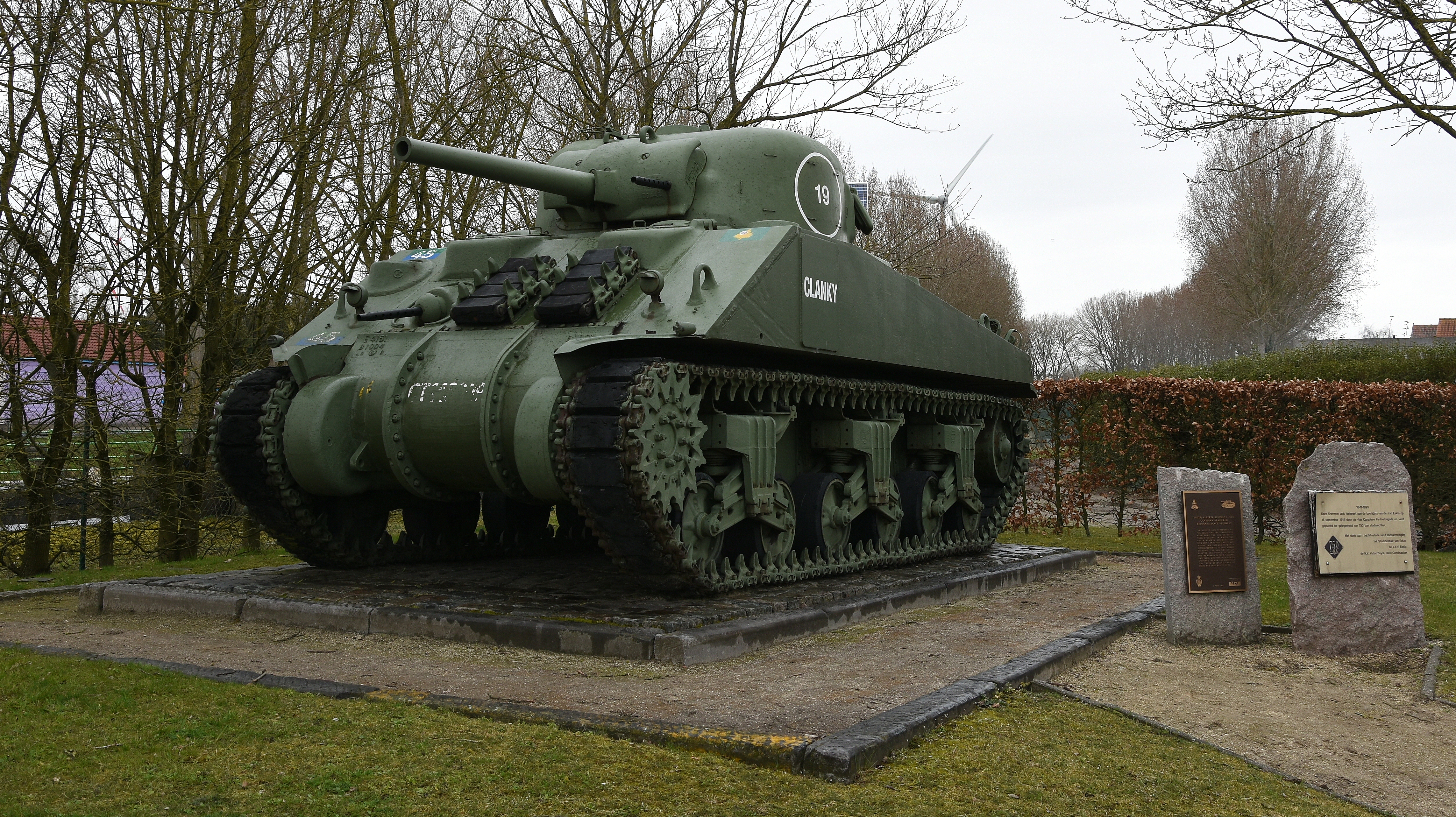
Het tankmonument met een Sherman M4A4

Het Tankmonument is een oorlogsmonument in Balgerhoeke in de Belgische gemeente Eeklo. Het tankmonument staat aan de Sint-Laureinsesteenweg (N455) bij de sas en brug waar de Oude Staatsbaan over het Schipdonkkanaal voert. De tank is van het type M4A4 Sherman.

## Geschiedenis
Op 15 september 1944 werd de plaats Balgerhoeke tijdens de Tweede Wereldoorlog door het South Alberta Regiment (SAR) 29th Canadian Armoured Reconnaissance Regiment bevrijd. In 1990 werd de tank als monument geplaatst aan het sas van het Schipdonkkanaal ter ere van de Canadese bevrijders. De inhuldiging vond plaats op 10 november 1990.